# Ефект на тапата
Ефект на тапата (на английски jack-in-the-box effect) е специфичен ефект на унищожение, при който куполът на танк или друга бронирана бойна машина с подобно устройство, изхвърча във въздуха под въздействието на взривените в бойното отделение муниции след вражеско попадение. Ефектът на тапата се наблюдава сравнително рядко, но при всички положение води до пълното унищожение на танка и смъртта на целия му екипаж. Условията за проявата му са:
1. Танкът да бъде със затворени и заключени люкове и врати;
2. Мунициите да бъдат складирани в бойното отделение, без да бъдат защитени от противоударни панели;
3. Вражески снаряд да пробие бронята на танка, да проникне в бойното му отделение и да се взриви.

Много танкове през Втората световна война, предимно на Източния фронт, са били унищожени по този начин, най-вече съветските Т-26. Ефектът се е наблюдавал и по време на двете войни на САЩ срещу Ирак, където Т-55 и Асад Бабил са били поразявани от мощни фугасни или кинетични снаряди.